# Check Express Group
O Check Express Group é um grupo empresarial brasileiro que atua no segmento de tecnologia para meios de pagamento, sendo especializado no desenvolvimento de soluções completas nas áreas de informações de crédito; serviços financeiros; correspondente bancário e database marketing. Sediada na cidade de São Paulo, possui mais de 320 funcionários e possui com uma rede de mais de 50 mil lojas e pontos de venda no Brasil.
O Grupo foi o terceiro colocado entre as empresas mais tecnológicas do mercado brasileiro em 2010, segundo a pesquisa "As 100 Empresas Mais Tecnológicas do Brasil", promovida pela revista Info Exame, sendo que, em 2009, havia atingido a 30ª posição e em 2008, quando estreou na lista, estava na 97ª.

## Histórico
A primeira empresa do Grupo foi a Check Express, que surgiu em 1999, em São Paulo, criada pelo seu fundador e atual presidente do Grupo, José Mário de Paula Ribeiro Júnior, com serviços de consultas de cheques para o comércio. Seu grande diferencial na época foi que ela colocou na máquina que preenchia os cheques nos estabelecimentos comerciais, um software que simultaneamente fazia também a análise dos dados do portador.
Com o passar do tempo e o consequente aumento de pagamentos via meios eletrônicos, a empresa passou a diversificar sua linha de produtos e negócios e tornou-se uma das maiores provedoras de informações e soluções para análise de gerenciamento de crédito e risco no Brasil.
Hoje o Check Express Group possui uma estrutura empresarial com quatro unidades de negócios:
- Check Express - disponibiliza consultas de crédito e cheques, informações para vendas, concessão de crédito e gestão de carteiras de pessoas físicas e jurídicas e a busca e negativação de inadimplentes. Atua também na área de correspondente bancário.
- Exacard - é uma processadora de cartões e desenvolvedora de esteiras de crédito.
- +Fácil - uma rede multi-serviços voltada para atender ao consumidor.
- DataMiner - empresa de database marketing que fornece listas segmentadas para marketing direto e ferramentas para processamento e tratamento de base de dados.

O Check Express Group opera mais de cinco milhões de transações mensais, possui 150 colaboradores diretos e uma rede de mais de 50 mil estabelecimentos comerciais e 150 revendas em todo o Brasil.
O Grupo é referência mundial da Microsoft na área de Financial Services pela sua avançada plataforma tecnológica.[carece de fontes?]

### Produtos relevantes
Entre os produtos da empresa destacam-se dois:
- Implementação um sistema de crédito para compra de passagens aéreas pela internet para a Gol Transportes Aéreos, o "Voe fácil Gol"[4], e;
- Implementação do Corban, que permite o fornecimento de serviços bancários em estabelecimentos comerciais, transformando-o em um correspondente bancário para o Bradesco, com o nome de "Bradesco Expresso"[5].